# Sant Jordi de Muller
|  | Aquest article és sobre la caseria de la Sentiu de Sió. Vegeu Muller pel poble dels Plans de Sió. |

Sant Jordi de Muller, anomenat també Muller o Mollé, és una finca rústica de 684 hectàrees que ha pertangut des dels seus inicis a la família Jover. La seva extensió abraça els municipis de La Sentiu de Sió, Camarasa i Balaguer.
Té un cens d'exactament 4 habitants repartits entre les diferents masies, els habitants de les quals que es dediquen majoritàriament a l'agricultura, concretament la cria de porcs i el conreu de cereals tot i que, durant molts anys, s'hi va produir vi.
L'ermita de Sant Jordi, ubicada a "Mollé Nou" va ser construïda el 1926 per encàrrec de la viuda d'Ignasi de Girona, Anna Jover.
Hi ha un sifó, una obra hidràulica anomenada Sifó del Sió.